# 시즈역 (이바라키현)
시즈역(일본어: 静駅)은 일본 이바라키현 나카시에 위치한 동일본 여객철도 스이군선의 철도역이다. 단선 승강장 1면 1선의 구조를 갖춘 지상역이다.

## 역 주변
- 시즈 신사
- 국도 제118호선

## 역사
- 1918년 11월 20일 ~ 11월 21일 : 시즈 신사 참배객 취급 때문에, 임시정류장으로 설치.
- 1919년 2월 1일 : 미토 철도의 정류장으로서 개업. 여객 취급만.
- 1927년 12월 1일 : 미토 철도가 국유화. 국유철도의 역이 됨. 동시에 화물 취급 개시.
- 1962년 11월 20일 : 화물 취급 폐지.
- 1970년 10월 1일 : 무인화. 개인 상점에서 승차권 발매를 위탁했던 간이 위탁역으로 함.
- 1987년 4월 1일 : 일본국유철도 분할 민영화에 의해, 동일본 여객철도가 승계.

## 인접 역
| 스이군선           | 스이군선   | 스이군선                   |
| ------------------ | ---------- | -------------------------- |
| 우리즈라 미토 방면 | ■ 스이군선 | 히타치오미야 고리야마 방면 |